# 제2회 미국 작가 조합상
제2회 미국 작가 조합상은 1949년 뛰어난 활동을 보인 영화 작가를 기리기 위해 1950년 2월에 열린 시상식이다. Beverly Hills Hotel에서 개최되었다.

## 수상 및 후보

### 각본상
- 벳티 콤든 수상
- 모두가 왕의 부하들 - 로버트 로즌 수상
- 황색 하늘 - Lamar Trotti 수상
- 세 부인 - 조셉 L. 맨키위즈 수상

### 멜저 상
- 모두가 왕의 부하들 - 로버트 로즌 수상